# Gonatocerus pater
Gonatocerus pater är en stekelart som beskrevs av Girault 1920. Gonatocerus pater ingår i släktet Gonatocerus och familjen dvärgsteklar. Inga underarter finns listade i Catalogue of Life.